# Adam Roman

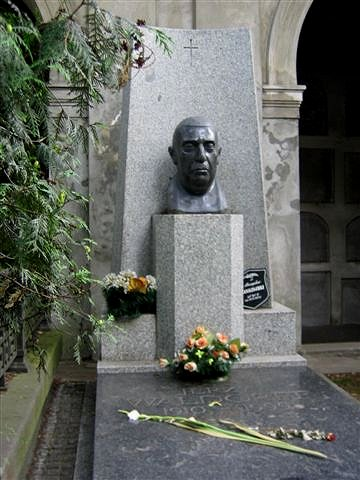
Pomnik nagrobny Jerzego Waldorffa na cmentarzu Powązkowskim wykonany przez Adama Romana w 2002 roku

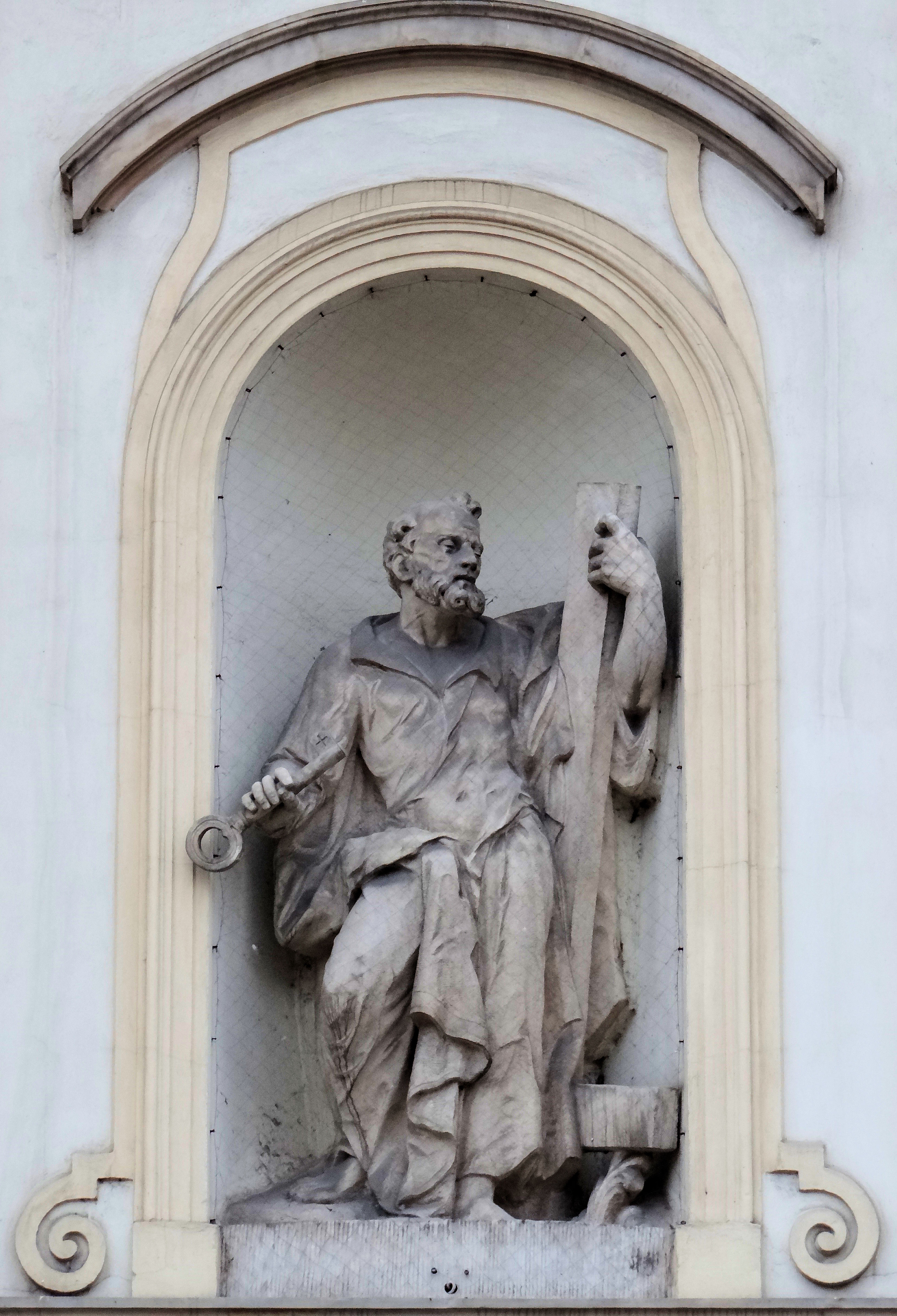
Figura św. Piotra z fasady bazyliki Świętego Krzyża w Warszawie zrekonstruowana po II wojnie światowej przez Adama Romana

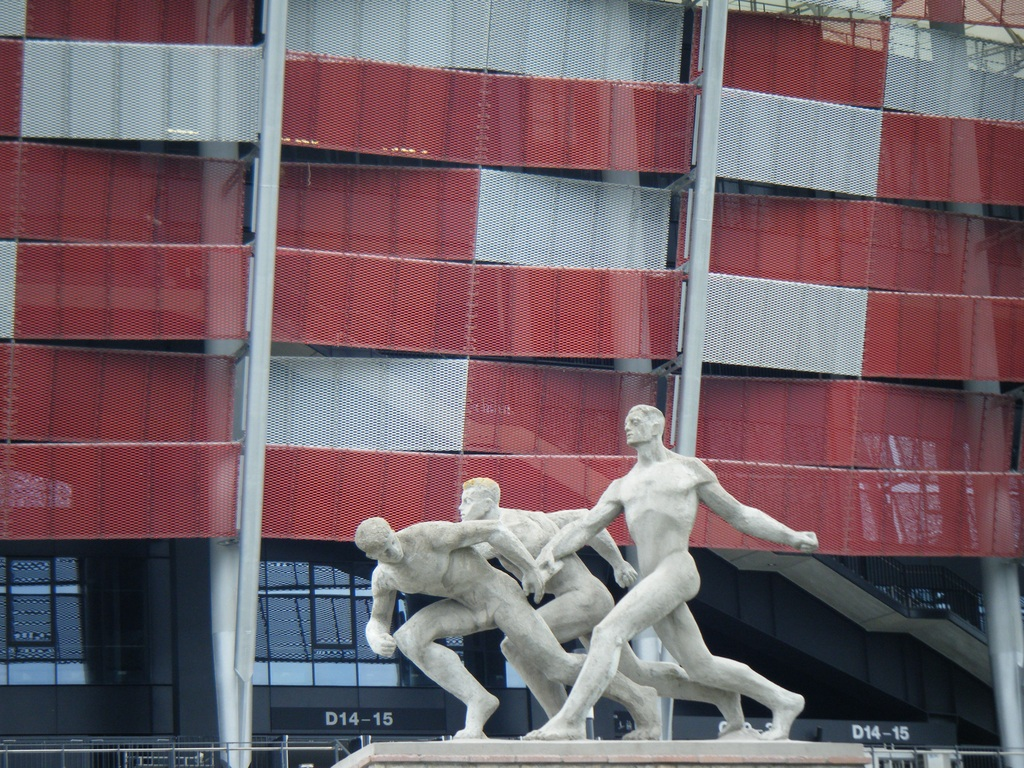
Sztafeta przy Stadionie Narodowym w Warszawie

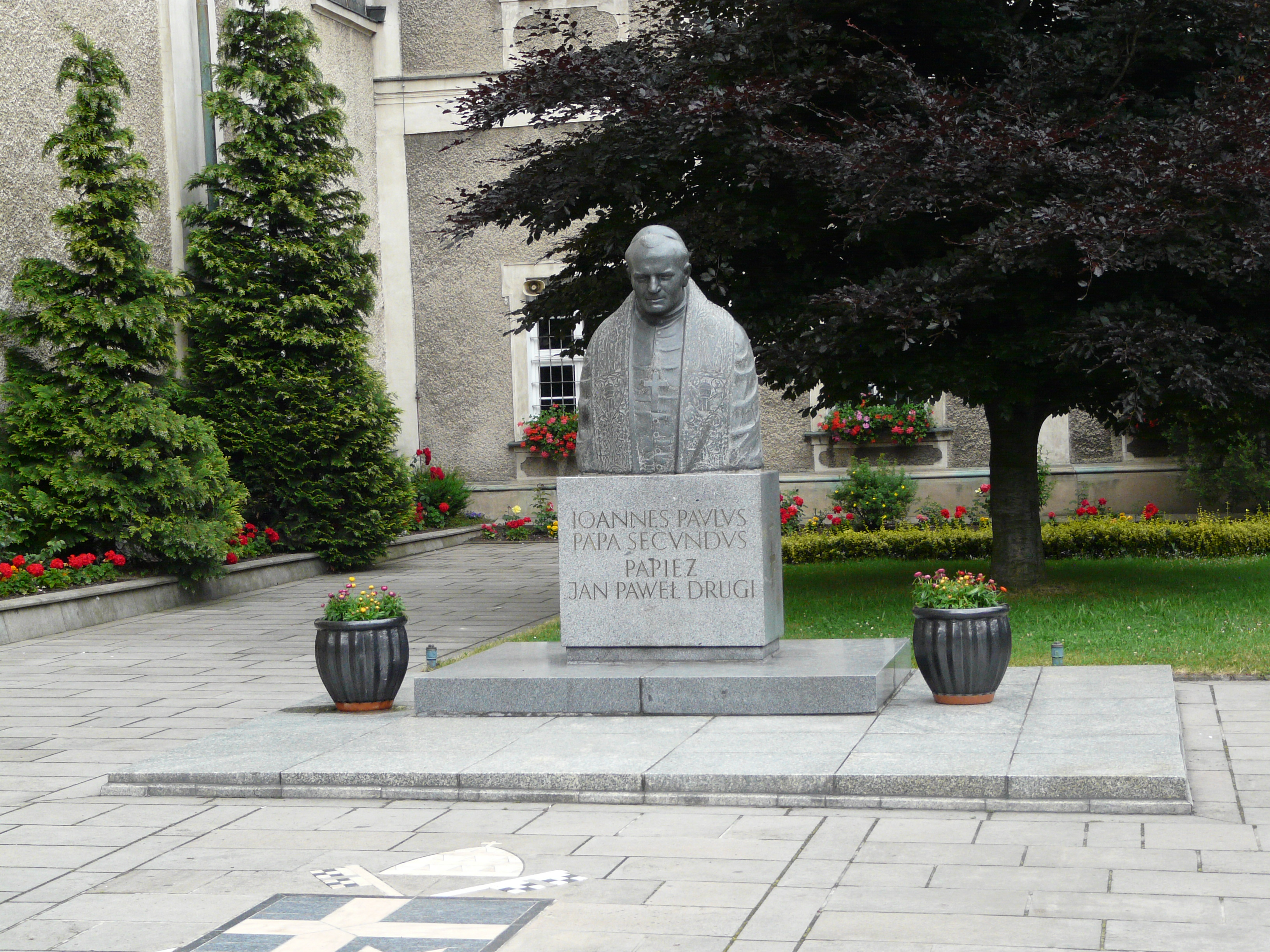
Pomnik Jana Pawła II na przyklasztornym dziedzińcu w Bardzie

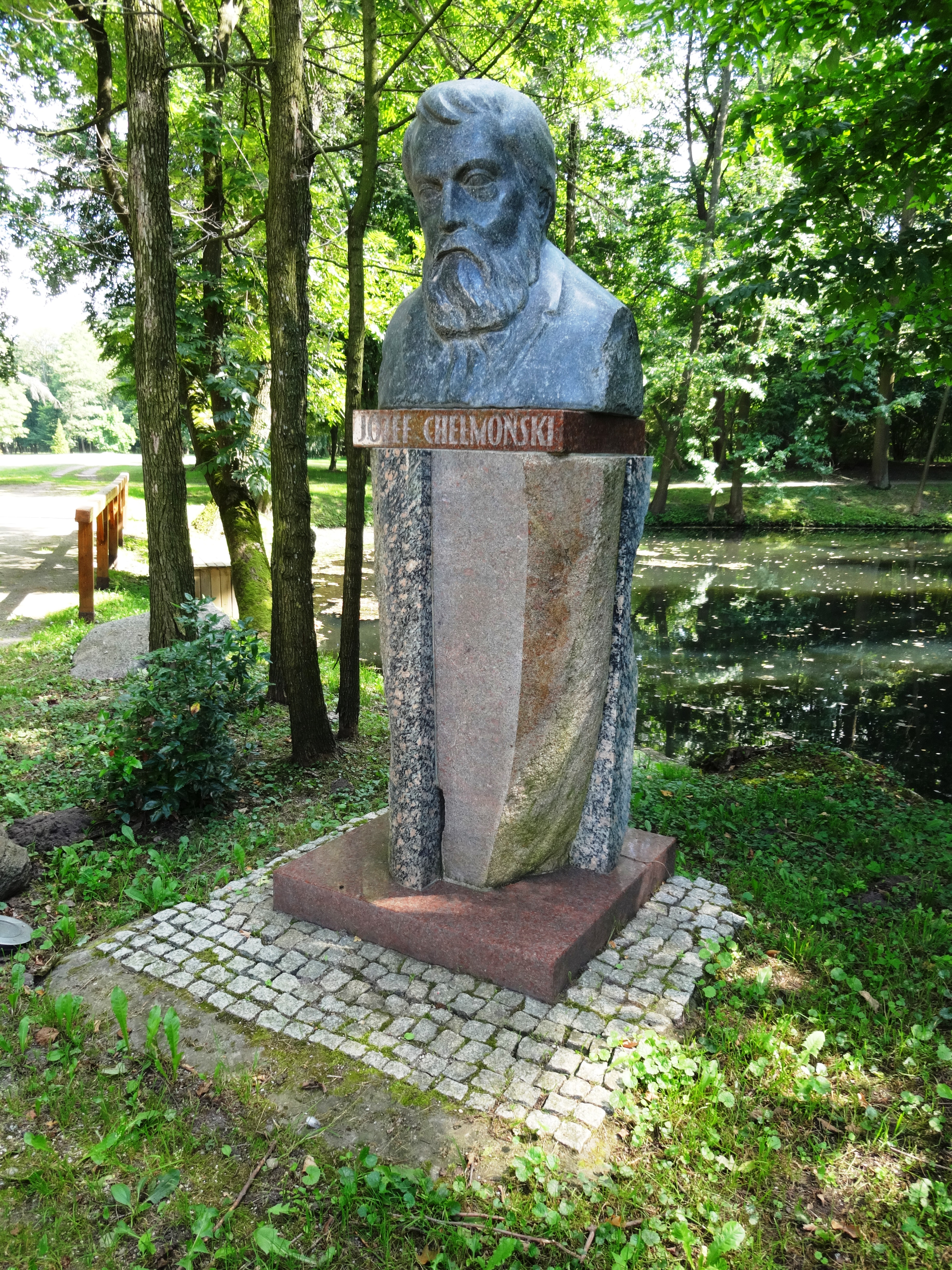
Popiersie Józefa Chełmońskiego w parku w Radziejowicach

Adam Roman (ur. 20 maja 1916 w Kraśniku Lubelskim, zm. 25 lutego 2013 w Warszawie) – polski rzeźbiarz, profesor, wykładowca Akademii Sztuk Pięknych w Warszawie, długoletni kierownik Katedry Konserwacji Rzeźby Kamiennej, autor m.in. Sztafety.

## Życiorys
Przed wojną uczył się kamieniarstwa w zakładach rzemieślniczych. W 1939 walczył m.in. szeregach SGO „Polesie”. W czasie powstania warszawskiego brał udział w walkach, należał m.in. do Batalionu „Czata 49”.
W latach 1946–1950 studiował na Wydziale Rzeźby Akademii Sztuk Pięknych w Warszawie. Odbył również studia w Instytucie Historii Sztuki Uniwersytetu Warszawskiego. Brał udział w rekonstrukcji budowli i rzeźb powojennej Warszawy. W latach 1950–1971 był pedagogiem wydziału rzeźby, następnie Wydziału Konserwacji i Rekonstrukcji Dzieł Sztuki. Założyciel i długoletni kierownik Katedry Konserwacji Rzeźby Kamiennej. Był jednym z założycieli Społecznego Komitetu Opieki nad Starymi Powązkami. Swoją pracownię miał m.in. na Saskiej Kępie. Nakręcono w niej jedną ze scen filmu Andrzeja Wajdy pt. Człowiek z marmuru. Pracownia ta znajdowała się przy ul. Alfreda Nobla, gdzie w domach szeregowych zamieszkali także inni rzeźbiarze: Józef Trenarowski, Józef Gosławski, Kazimierz Bieńkowski, Eugeniusz Żarkowski, Tadeusz Świerczek i Adam Procki.
Adam Roman zmarł 25 lutego 2013. Został pochowany na cmentarzu Powązkowskim (kwatera 233-1-13). W sierpniu 2013 roku na cokole rzeźby Sztafeta zamieszczono tablicę upamiętniającą Adama Romana.

## Twórczość
- Kariatyda w budynku dawnej Prokuratury Generalnej w Warszawie (1948)
- Sztafeta – kompozycja sportowa (1953–1956) na Stadionie Dziesięciolecia (obecnie koło Stadionu Narodowego)
- Pomnik Jana Pawła II na dziedzińcu klasztornym w Bardzie Śląskim (1982)
- Pomnik Józefa Chełmońskiego w Radziejowicach (2002)
- Pomnik nagrobny Jerzego Waldorffa na cmentarzu Powązkowskim (2002)
- Pomnik Fryderyka Chopina w Królewcu (2010)[9]
- Pomnik Fryderyka Chopina w Tokio (2010)[10]

## Wystawy

### Indywidualne
| Rok  | Miasto           | Wystawa                  | Placówka                   |
| ---- | ---------------- | ------------------------ | -------------------------- |
| 1966 | Warszawa         | Aktorzy Teatru Polskiego | Teatr Polski w Warszawie   |
| 1978 | Opole            | ?                        | Biuro Wystaw Artystycznych |
| 1978 | Kielce           | ?                        | Biuro Wystaw Artystycznych |
| 1978 | Sokołów Podlaski | ?                        | Biuro Wystaw Artystycznych |
| 1978 | Siedlce          | ?                        | Dom Kultury                |
| 1980 | Kłodzko          | ?                        | Muzeum Ziemi Kłodzkiej     |
| 1986 | Kłodzko          | ?                        | Muzeum Ziemi Kłodzkiej     |
| 1997 | Warszawa         | ?                        | Teatr Polski w Warszawie   |

### Zbiorowe

#### Krajowe
| Rok  | Miasto   | Wystawa                                                        |
| ---- | -------- | -------------------------------------------------------------- |
| 1951 | Warszawa | II Ogólnopolska Wystawa Plastyki                               |
| 1960 | Warszawa | Rzeźba Polska 1945–1960                                        |
| 1961 | ?        | Polskie dzieło plastyczne                                      |
| 1964 | Opole    | Polska rzeźba plenerowa                                        |
| 1965 | ?        | 20 lat PRL w twórczości plastycznej                            |
| 1965 | Warszawa | Warszawa w sztuce                                              |
| 1966 | Warszawa | I Festiwal Sztuk Pięknych                                      |
| 1966 | Kielce   | Spotkania rzeźbiarskie 1966                                    |
| 1968 | Warszawa | II Festiwal Sztuk Pięknych                                     |
| 1968 | Warszawa | 25 lat Ludowego Wojska Polskiego w plastyce                    |
| 1968 | Warszawa | Wystawa portretów rzeźbiarskich działaczy ruchu rewolucyjnego  |
| 1969 | Kielce   | Spotkania rzeźbiarskie                                         |
| 1970 | ?        | 25 lat rzeźby pomnikowej i monumentalnej PRL                   |
| 1971 | Wrocław  | Rzeźba pomnikowa i monumentalna w Polsce Ludowej               |
| 1972 | Orońsko  | Spotkania rzeźbiarskie 1970–1972                               |
| 1974 | ?        | Przegląd rzeźby polskiej 1944–1974                             |
| 1974 | Wrocław  | Współczesna forma plastyczna w pejzażu miasta w Polsce         |
| 1976 | ?        | Sport w sztuce                                                 |
| 1976 | Warszawa | VI Festiwal Sztuk Pięknych                                     |
| 1977 | ?        | Sport w sztuce                                                 |
| 1980 | ?        | Artyści plastycy Warszawy w 35-tą rocznicę wyzwolenia Warszawy |
| 2011 | Warszawa | Rzeźbiarze Saskiej Kępy wczoraj i dziś                         |

#### Zagraniczne
| Rok  | Państwo  | Miasto | Wystawa |
| ---- | -------- | ------ | ------- |
| 1974 | Norwegia | Oslo   | ?       |

## Ordery i odznaczenia
- 1954 – Srebrny Krzyż Zasługi
- 1955 – Medal 10-lecia Polski Ludowej[11]
- 1964 – Krzyż Walecznych
- 1968 – Medal Zwycięstwa i Wolności 1945
- 1968 – Medal za Warszawę 1939–1945
- 1972 – Odznaka „Zasłużony Działacz Kultury”
- 1979 – Odznaka Pamiątkowa Zgromadzenia „Radosław”
- 1981 – Odznaka Armii Krajowej Zgrupowania „Radosław”
- 1982 – Warszawski Krzyż Powstańczy
- 1984 – Krzyż Kawalerski Orderu Odrodzenia Polski
- 1995 – Odznaka Weterana Walk o Niepodległość